# 이냐치오 아바테
이냐치오 아바테(이탈리아어: Ignazio Abate, 1986년 11월 12일 ~ )는 이탈리아의 전 축구 선수이다.